# Lui (chanson)
Pour les articles homonymes, voir Lui.
Lui est une chanson de Michèle Torr de 1980. 
C'est une chanson qui raconte la révélation d'une femme amoureuse pour l'homme qu'elle aime.
Ce fut l'une des chansons les plus célèbres de Michèle Torr avec Emmène-moi danser ce soir, J'en appelle à la tendresse, Midnight blue en Irlande, La Prière Sévillane et J'aime.